# Randers Sportsklub Freja
Randers Sportsklub Freja, besser bekannt als Randers Freja ist ein dänischer Sportverein mit Sitz in der Stadt Randers. Derzeit befindet sich der Verein in der Jütland-Serie, die sechst höchste Spielklasse im dänischen Fußball. Neben Fußball werden auch Leichtathletik, Handball und Triathlon als Sportarten angeboten.

## Geschichte

### Gründung von Freja
Randers Freja wurde am 6. November 1898 von sechs jungen Männern gegründet und zunächst als Randers Sports Club Freja benannt. Die Gründer waren ehemalige Mitglieder des Vereins „Skjold“, traten jedoch aus, da sie mit der Organisation der 5-Meilen-Rennen unzufrieden waren, und gründeten ihren eigenen Club. Anfangs wurden Cricket, Walking und Laufen angeboten, doch bald gewann Fußball an Beliebtheit. Nachdem es an der Lateinschule Randers eingeführt wurde, schlossen sich viele junge Leute dem Verein an. Im Herbst 1899 und Frühjahr 1900 trug Freja ihr erstes Fußballspiel gegen den Arbejdernes Idrætsklub aus Aalborg aus, bei dem sie vor etwa 100 Zuschauern am Udbyhøjvej-Stadion mit 1:2 verloren.

### Die ersten Erfolge
Im Jahr 1907 wurden die erste und zweite Mannschaft von Randers Freja in die Jydsk Boldspil-Union aufgenommen. Bereits 1908 gewann die zweite Mannschaft die Jütland-Meisterschaft in der B-Klasse, nachdem sie Vejle im Finale mit 4:1 besiegte. Den Titel verteidigten sie im Folgejahr, indem sie Skanderborg im Finale mit 3:2 schlugen. 1910 qualifizierte sich die zweite Mannschaft erneut für das Finale, musste jedoch absagen, da es nicht möglich war, eine Mannschaft für das Spiel in Skanderborg zu stellen.
In der Saison 1915/16 sicherte sich Randers Freja die Jütländische Meisterschaft und qualifizierte sich damit für das Provinzturnier, das zur Teilnahme an der dänischen Meisterschaft berechtigte. Im Halbfinale traf das Team auf Odense BK, musste jedoch eine deutliche 2:9-Niederlage hinnehmen. Zwei Jahre später, in der Saison 1917/18, gelang Freja erneut der Einzug ins Provinzturnier. Diesmal besiegte man Odense BK in der Revanche mit 3:1 und triumphierte im Finale gegen Frederiksborg IF mit 1:0. Damit qualifizierte sich der Verein zum ersten Mal für die Hauptrunde der dänischen Meisterschaft, wo sie im Endspiel auf den amtierenden Meister Kjøbenhavns BK trafen und mit 2:5 unterlagen.

### Die Goldene Ära
Die goldene Ära des Randers Sportsklub Freja erstreckte sich von den späten 1960er- bis in die späten 1970er-Jahre. 1967 stand Freja zum ersten Mal im Finale des dänischen Pokals und gewann dieses durch einen 1:0-Sieg gegen Aalborg BK. Mit diesem Triumph qualifizierte sich der Verein erstmals für den Europapokal der Pokalsieger, schied jedoch in der ersten Runde gegen den Hamburger SV aus. Ein Jahr später, 1968, wiederholte Freja den Pokalsieg, diesmal mit einem 3:1-Erfolg über Vejle BK. Im anschließenden Europapokalwettbewerb erreichte der Verein das Viertelfinale, nachdem er die Shamrock Rovers (3:1) und die Sliema Wanderers (8:0) besiegt hatte, ehe er schließlich mit 1:5 gegen den 1. FC Köln ausschied. Diese Erfolge sind umso bemerkenswerter, da Freja zu dieser Zeit noch ein Zweitligist war. Erst 1969, nach dem Gewinn der Zweitligameisterschaft, stieg der Verein in die höchste dänische Spielklasse auf.
1973, nun als Erstligist, erreichte Freja zum dritten Mal das Pokalfinale und sicherte sich den Titel durch einen 2:0-Sieg über B 1901 Nykøbing. In der Europapokalsaison 1973/74 trat der Verein erneut im Pokalsiegerwettbewerb an, schied jedoch in der ersten Runde gegen Rapid Wien aus. 1972/73 gewann der Verein den dänischen Ligapokal, nach einem Sieg über Esbjerg FB. Den größten Titel der Vereinsgeschichte verpasste Freja in derselben Saison nur knapp, als sie mit einem Punkt Rückstand nicht die Meisterschaft gewannen. Als dänischer Vizemeister 1974 qualifizierte sich der Verein für den UEFA-Pokal, musste sich jedoch in der ersten Runde nach der Auswärtstorregel gegen Dynamo Dresden geschlagen geben. Im Sommer 1974 nahm Freja außerdem am Intertoto-Cup teil und belegte in einer Gruppe mit VSS Košice, ŁKS Łódź und SK Sturm Graz den dritten Platz.

### Absturz und Neugründung
Nach neun Jahren in der höchsten Spielklasse musste Randers Freja 1978 in die 2. Liga absteigen und stürzte 1983 sogar in die Drittklassigkeit ab. 1986 und 1988 gelang der Wiederaufstieg in die 1. Liga, und 1986 stand der Verein sogar im Finale des Ligapokals. Doch wiederholte finanzielle Schwierigkeiten beeinträchtigten sowohl den Verein als auch die sportlichen Leistungen.
In den 1990er-Jahren setzte sich der Abwärtstrend fort, sowohl sportlich als auch finanziell. 2002 stand der Verein kurz vor dem Bankrott, und ein Zwangsabstieg in die unteren Ligen drohte. Eine Rettungsaktion führte zur Gründung des Randers FC, der aus der Fusion von Randers Freja und sechs weiteren Vereinen aus Randers entstand: Kristrup Boldklub, Vorup FB, Hornbæk SF, Randers KFUM und Dronningborg Boldklub. Im Jahr 2003 wurde Randers FC offiziell gegründet und übernahm die Lizenz, die Einrichtungen sowie den Startplatz in der 2. Liga von Randers Freja.

### Randers Freja heute
Obwohl Randers Freja größtenteils in den neuen Klub integriert wurde, blieb der Verein bestehen. Die Fußballabteilung von Randers SK Freja existiert weiterhin und dient heute als Farmteam, wird jedoch oft fälschlicherweise als Reservemannschaft des dänischen Erstligisten Randers FC bezeichnet. Seit 2018 spielt Randers Freja in der Jütland-Serie, der sechsthöchsten Spielklasse Dänemarks.
2021 verpflichtete Randers Freja den dänisch-philippinischen Mittelstürmer Sebastian Rasmussen. Am 23. Dezember 2022 debütierte er für die philippinische Nationalmannschaft bei der Südostasienmeisterschaft und erzielte bei einem 5:1-Heimsieg über Brunei zwei Tore.

## Zweite Mannschaft
Die Reservemannschaft von Randers Freja, bekannt als Randers Freja U21, nimmt am Future Cup teil, einem Wettbewerb für dänische Jugendmannschaften. Der größte Erfolg der U21-Mannschaft war der zweite Platz in der Saison 2023/24.

## Frauenmannschaft
In den 1970er-Jahren wurde die erste Frauen-Fußballmannschaft des Randers SK Freja gegründet. Im Juli 2021 entstand in Kooperation mit Randers FC sowie weiteren lokalen Vereinen eine neue Frauenmannschaft, die den Namen Randers Q trägt.

## Erfolge
- Dänischer Vizemeister (2): 1917/18, 1973[6]
- Dänischer Pokalsieger (3): 1967, 1968, 1973[7]
- Dänischer Ligapokalsieger (1): 1972/73[8]

## Europapokalbilanz
| Saison  | Turnier                     | Runde         | Gegner           | Gesamt  | Hin     | Rück    |
| ------- | --------------------------- | ------------- | ---------------- | ------- | ------- | ------- |
| 1967/68 | Europapokal der Pokalsieger | 1 Runde       | Hamburger SV     | 3:7     | 3:5 (A) | 0:2 (H) |
| 1968/69 | Europapokal der Pokalsieger | 1 Runde       | Shamrock Rovers  | 3:1     | 1:0 (H) | 2:1 (A) |
| 1968/69 | Europapokal der Pokalsieger | 2 Runde       | Sliema Wanderers | 8:0     | 6:0 (H) | 2:0 (A) |
| 1968/69 | Europapokal der Pokalsieger | Viertelfinale | 1. FC Köln       | 1:5     | 1:2 (A) | 0:3 (H) |
| 1973/74 | Europapokal der Pokalsieger | 1 Runde       | SK Rapid Wien    | 1:2     | 0:0 (H) | 1:2 (A) |
| 1974/75 | UEFA-Cup                    | 1 Runde       | Dynamo Dresden   | 1:1 (a) | 1:1 (H) | 0:0 (A) |

Platz 551 in der Ewige Tabelle aller Europapokal-Wettbewerbe

## Persönlichkeiten

### Bekannte Sportler
- Kasper Hjulmand: 1987-1991
- Michael Gravgaard: 1996-2002
- Rasmus Katholm: 2002-2005
- Per Christian Røntved: 1979-1982
- Lars Elstrup: 1981-1985
- Mike Tullberg: bis 2003 (Jugend)
- Camilla Dalby: circa 2000er (Handball)
- Jonas Bager: circa 2010er (Jugend)
- Jens Kristian Hansen: 1994-1995
- Chris Sørensen: 1997-2002 (Jugend)
- Morten Bisgaard: 1991-1992
- Kasper Junker: 2012-2014
- René Møller: 1964-1967; 1970-?
- Sebastian Rasmussen: 2019 (Reserve), 2021-
- Gradimir Crnogorac: 2004

### Bekannte Trainer
- Jens Tang Olesen: ??
- Charly Pohl: 1934